# Agneta Samuelsson
Agneta Samuelsson ist eine ehemalige schwedische Squashspielerin.

## Karriere
Agneta Samuelsson war in den 1970er- und 1980er-Jahren als Squashspielerin aktiv. Mit der schwedischen Nationalmannschaft nahm sie 1979, 1981 und 1983 an der Weltmeisterschaft teil. Ihr bestes Abschneiden war der fünfte Platz im Jahr 1979.
1981 und 1983 stand sie auch im Hauptfeld der Weltmeisterschaft im Einzel und erzielte ihr bestes Resultat 1983 mit dem Erreichen der zweiten Runde. Samuelsson wurde 1981 schwedische Landesmeisterin.

## Erfolge
- Schwedische Meisterin: 1981